# Winter Moscow Open 2014
Il Winter Moscow Open 2014 è stato un torneo di tennis facente parte della categoria ITF Men's Circuit nell'ambito dell'ITF Men's Circuit 2014 e dell'ITF Women's Circuit nell'ambito dell'ITF Women's Circuit 2014. Sia il torneo maschile che quello femminile si sono giocati a Mosca in Russia dal 17 al 23 febbraio 2014 su campi in cemento indoor.

## Vincitori

### Singolare femminile
Aljaksandra Sasnovič ha battuto in finale  Anett Kontaveit con il punteggio di 6–3, 6–2

### Doppio femminile
Valentina Ivachnenko /  Kateryna Kozlova hanno battuto in finale  Veronika Kudermetova /  Svjatlana Piraženka 7–6(8–6), 6–4

### Singolare maschile
Anton Zajcev ha battuto in finale  Michal Schmid con il punteggio di 4–6, 7–6(12–10), 7–6(7–4)

### Doppio maschile
Jaraslaŭ Šyla /  Andrėj Vasileŭski hanno battuto in finale  Anton Galkin /  Il'ja Lebedev con il punteggio di 7–5, 4–6, [10–8]